# 耐火建築物
耐火建築物（たいかけんちくぶつ）とは、建築基準法における概念である。通常の火災時の火熱に対し、主要構造部が非損傷性と延焼防止の性能をもち、火災の規模によっては一部を修繕すれば再利用できるような建築物で、建築基準法第2条第1項第9号の2で定める条件に適合するものいう。
この一つ下の概念として準耐火建築物がある。耐火建築物は全ての準耐火建築物を包含し、準耐火建築物であることを求められる場合、耐火建築物であれば性能を満たす。
法令上は、建築物の用途と規模に応じて耐火建築物とすることが要求される。

## 構造
建築基準法第2条第1項第9号の2
- イ　その主要構造部が(1)又は(2)のいずれかに該当すること。
  - (1)　耐火構造であること。
  - (2)　次に掲げる性能（外壁以外の主要構造部にあつては、(i)に掲げる性能に限る。）に関して政令で定める技術的基準に適合するものであること。
    - (i)　当該建築物の構造、建築設備及び用途に応じて屋内において発生が予測される火災による火熱に当該火災が終了するまで耐えること。
    - (ii)　当該建築物の周囲において発生する通常の火災による火熱に当該火災が終了するまで耐えること。
- ロ　その外壁の開口部で延焼のおそれのある部分に、防火戸その他の政令で定める防火設備（その構造が遮炎性能（通常の火災時における火炎を有効に遮るために防火設備に必要とされる性能をいう。）に関して政令で定める技術的基準に適合するもので、国土交通大臣が定めた構造方法を用いるもの又は国土交通大臣の認定を受けたものに限る。）を有すること。

### 解説
主要構造部とは、柱、梁、床、屋根、壁（ただし、この場合における壁とは、耐震壁のような構造上の耐力を持つ壁、外壁、防火区画をなす壁などのことで、それ以外の間仕切り壁を含まない）、階段を指す。これらの部分が、少なくとも建築物の利用者が避難するまでの間は燃え落ちることなく性能を維持することが、耐火建築物における主要構造部の要件である。
ただし、構造上の性能については、自重及び積雪荷重に耐えることのみを求めており、地震荷重に耐えることは求めていない。これは、火災の最中であり、かつ、内部に人がいる時に、同時に大地震に見舞われる確率が極度に低いためであり、少なくとも法令の中では、そうした遭遇確率の極度に低い災害への対応を求めない、ということである（この問題が、地震により発生する火災とは全く異なるものであることに留意すること）。
耐火建築物には防火区画が備えられ、急激な延焼を防いでいる。さらに、近接する建築物がある場合、その建築物に面する部分（建築基準法第2条第6号に定められている「延焼のおそれのある部分」）にも延焼防止措置が施される。

## 耐火建築物としなければならない建築物
建築基準法第27条
次の各号の一に該当する特殊建築物は、耐火建築物としなければならない。ただし、地階を除く階数が三で、三階を下宿、共同住宅又は寄宿舎の用途に供するもの（三階の一部を別表第一(い)欄に掲げる用途（下宿、共同住宅及び寄宿舎を除く。）に供するもの及び第二号又は第三号に該当するものを除く。）のうち防火地域以外の区域内にあるものにあつては、第二条第九号の三イに該当する準耐火建築物（主要構造部の準耐火性能その他の事項について、準防火地域の内外の別に応じて政令で定める技術的基準に適合するものに限る。）とすることができる。 
一 　別表第一(ろ)欄に掲げる階を同表(い)欄の当該各項に掲げる用途に供するもの
二 　別表第一(い)欄に掲げる用途に供するもので、その用途に供する部分（同表(一)項の場合にあつては客席、同表(五)項の場合にあつては三階以上の部分に限る。）の床面積の合計が同表(は)欄の当該各項に該当するもの
三 　劇場、映画館又は演芸場の用途に供するもので、主階が一階にないもの
建築基準法第61条
防火地域内においては、階数が三以上であり、又は延べ面積が百平方メートルを超える建築物は耐火建築物とし、その他の建築物は耐火建築物又は準耐火建築物としなければならない。ただし、次の各号の一に該当するものは、この限りでない。 
一 　延べ面積が五十平方メートル以内の平家建の附属建築物で、外壁及び軒裏が防火構造のもの
二 　卸売市場の上家又は機械製作工場で主要構造部が不燃材料で造られたものその他これらに類する構造でこれらと同等以上に火災の発生のおそれの少ない用途に供するもの
三 　高さ二メートルを超える門又は塀で不燃材料で造り、又は覆われたもの
四 　高さ二メートル以下の門又は塀
建築基準法第62条
準防火地域内においては、地階を除く階数が四以上である建築物又は延べ面積が千五百平方メートルを超える建築物は耐火建築物とし、延べ面積が五百平方メートルを超え千五百平方メートル以下の建築物は耐火建築物又は準耐火建築物とし、地階を除く階数が三である建築物は耐火建築物、準耐火建築物又は外壁の開口部の構造及び面積、主要構造部の防火の措置その他の事項について防火上必要な政令で定める技術的基準に適合する建築物としなければならない。ただし、前条第二号に該当するものは、この限りでない。 
２ 　準防火地域内にある木造建築物等は、その外壁及び軒裏で延焼のおそれのある部分を防火構造とし、これに附属する高さ二メートルを超える門又は塀で当該門又は塀が建築物の一階であるとした場合に延焼のおそれのある部分に該当する部分を不燃材料で造り、又はおおわなければならない。 

### 解説
詳細は、建築基準法の別表1を参照する必要がある。不特定多数が使用する建築物、病院、共同住宅、学校、社会福祉施設のような、通常の建築物に比べて火災時の避難に支障がある建築物や、倉庫や自動車車庫のように火災荷重が大きい建築物は、規模が大きいものや、一定以上の階をその用途に使用する場合などに、耐火建築物とする必要がある。
一定以上の階を問題とするのは、火災が下階から上階に燃え広がる傾向があること、上階にいる人は避難が困難であることなどが理由である。例えば共同住宅の場合、2階建までは耐火建築物とすることを要しないが、3階建であれば、規模に関係なく耐火建築物とする。
敷地が防火地域や準防火地域である場合は、用途以外にも規模によって耐火建築物であることを要求される。防火地域の場合、法令上、全ての建築物に対して耐火建築物か準耐火建築物であることを求め、例外として小規模のものを規定から外す形式である。準防火地域についても、一定以上の規模階数のものは、同様に「原則として耐火ないし準耐火建築物」としている。
それ以外の地域の場合、耐火建築物の要求は特定の用途の建築物に限られる。
なお、3階建ての共同住宅は、本来は耐火建築物であることを求められるが、一定の条件を満たす場合は準耐火建築物でも良い（ただしこの規定は、事実上、耐火性能を持つ木造共同住宅のためのものである）。通常の準耐火建築物よりも高い耐火性能が求められる一方、共同住宅は鉄筋コンクリート造を採用する利点が多いため、この規定が使われるのは、特に木造とする意図がある場合に限られている。しばしば、略語で「木造3階建共同住宅」を詰めた「木三共（もくさんきょう）」などと呼ばれる。
木造建築物においては社団法人日本木造住宅産業協会が平成18年10月2日付けで木造耐火構造の国土交通大臣認定を取得したことを皮切りに、防火地域などの制約地でも耐火性能を満たすことで木造耐火建築物の建築が可能となった。